# Poa elanata
Poa elanata là một loài thực vật có hoa trong họ Hòa thảo. Loài này được Keng ex Tzvelev miêu tả khoa học đầu tiên năm 1959.